# Jean-Paul Gauzès
Jean-Paul Gauzès (n. 1 octombrie 1947, Toulouse, Franța – d. 13 septembrie 2023, Paris, Métropole du Grand Paris, Franța) a fost un politician francez al Uniunii pentru o Mișcare Populară, parte a Partidului Popular European. A fost deputat în Parlamentul European pentru nord-vestul Franței între 2004 și 2014. 

## Cariera timpurie
După ce a studiat economia și dreptul și a conferențiat la Toulouse, Gauzès s-a mutat la Paris în 1972, lucrând la Ministerul Educației Naționale din Franța înainte de a intra în practica juridică. Din 1980 până în 1994, a lucrat ca avocat în Consiliul de Stat și la Curtea de Apel.
În 1996, Gauzès a fost implicat în crearea instituției financiare Dexia. Între 1998 și 2007, a ocupat funcția de director al companiei pe probleme juridice și fiscale în Franța și a lucrat pentru Dexia Credit Local, o filială a băncii care împrumută bani administrațiilor locale.

## Cariera politică

### Evoluția în politica națională
La alegerile regionale din Franța din 1998, Gauzès a fost unul dintre cei cinci politicieni de centru-dreapta care, după ce au acceptat voturi de la partidul de extremă-dreapta Adunarea Națională, au fost votați în funcția de președinte regional. Acest lucru a stârnit un scandal în rândul aliaților lor politici, determinându-l pe Gauzès să demisioneze.

### Membru al Parlamentului European
Gauzès a fost ales pentru prima dată deputat în Parlamentul European la alegerile europene din 2004. După două mandate, la alegerile din 2014, el a fost plasat pe locul al treilea pe lista candidaților UMP din circumscripția Nord-Vest, însă nu a fost reales.
De-a lungul timpului său în parlament, Gauzès a făcut parte din Comisia pentru afaceri economice și monetare. În această calitate, a fost numit raportor pentru Directiva privind Serviciile de Plată în 2006 și pentru directiva privind agențiile de rating de credit în 2008. El a fost un negociator principal al Directivei Administratorilor de Fonduri de Investiții Alternative în 2011 și în timpul discuțiilor privind noile reglementări de monitorizare a bugetului ca urmare a crizei din zona euro.
Pe lângă sarcinile sale de comisie, Gauzès a fost membru al delegației Parlamentului pentru Iran (2004-2009), țările din sud-estul Europei (2007-2009) și Peninsula Coreeană (2009-2014). 

## Grupul consultativ european de rapoarte financiare (EFRAG)
În 2016, Comisia Europeană l-a propus pe Gauzès pentru rolul de președinte al European Financial Reporting Advisory Group (EFRAG). În urma unei audieri, Comisia pentru afaceri economice și monetare a confirmat nominalizarea lui Gauzès în mai 2016. El a prezidat EFRAG până la sfârșitul mandatului său de șase ani, în iunie 2022. 

## Poziții politice
În 2009, Gauzès și Pervenche Berès au protestat public împotriva nominalizării lui Sharon Bowles ca președintă a Comisiei pentru afaceri economice și monetare. Ei au contestat ideea ca cineva dintr-o țară care nu face parte din zona euro să prezideze un comitet care are, ca una dintre principalele sale responsabilități, audieri regulate cu președintele Băncii Centrale Europene. În urma presiunii rezultate, Bowles a fost forțată să își declare public sprijinul pentru ca Marea Britanie să înlocuiască lira sterlină cu euro.
În 2011, Gauzès și Burkhard Balz au declarat că o propunere a Nasdaq OMX Group și a Intercontinental Exchange (ICE) de a cumpăra NYSE Euronext „prezintă serioase îngrijorări” cu privire la stabilitatea financiară a bursei americane pline de companii de tehnologie. În schimb, au susținut combinația propusă a Deutsche Börse și NYSE Euronext, argumentând că aceasta ar „crea un actor european puternic și viabil, cu o amprentă globală”.